# Nationalteatern, Belgrad

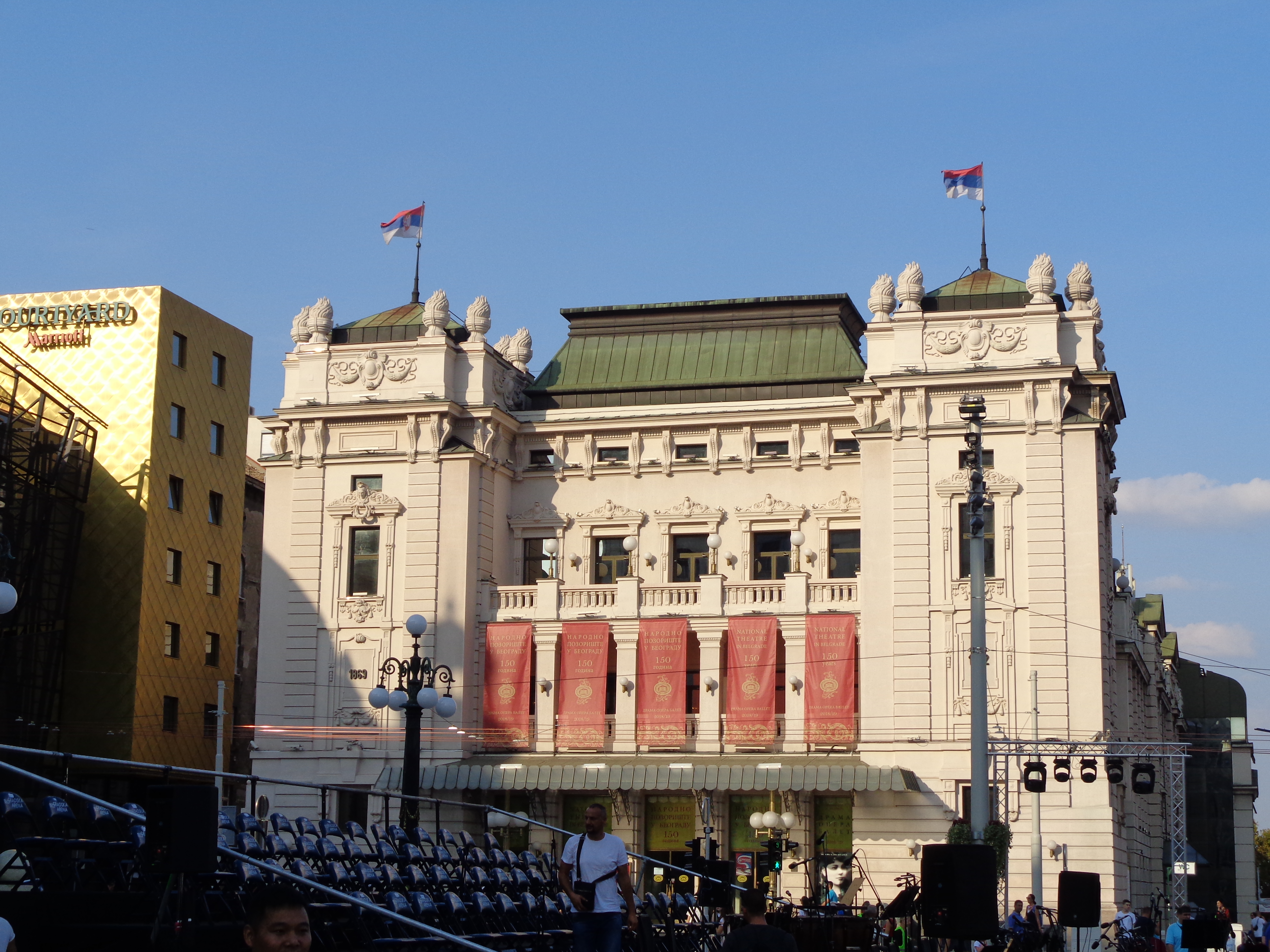
Narodno pozorište u Biogradu

Nationalteatern är en teater i Belgrad i Serbien, grundad 1868.  Det är Serbiens nationalteater. 
Serbiens Nationalteater grundades 1860 i Novi Sad, men flyttade 1868 till Belgrad. 